# Ouratea lundensis
Ouratea lundensis là một loài thực vật có hoa trong họ Ochnaceae. Loài này được Cavaco mô tả khoa học đầu tiên năm 1954.